# Nati nel 1809
| Questa pagina contiene informazioni ricavate automaticamente dalle voci biografiche con l'ausilio del template Bio e di un bot. L'aggiornamento è periodico e automatico e ricostruisce completamente la pagina. Se manca una persona in questa lista, sei pregato di non aggiungerla, ma accertati piuttosto che la sua voce biografica contenga il template Bio e che i dati anagrafici siano correttamente compilati. Se il template Bio manca, inseriscilo tu stesso o, in alternativa, metti l'avviso {{tmp\|Bio}} che ne segnala la mancanza. Se i dati riportati sono sbagliati, correggi direttamente la voce biografica; le modifiche saranno visibili in questa lista entro pochi giorni. Per chiarimenti vedi il progetto biografie. La lista contiene solo le 375 persone che sono citate nell'enciclopedia e per le quali è stato implementato correttamente il template Bio. Pagina aggiornata al 18 ago 2025. |

## Gennaio(30)
- 1º gennaio - Alessandro Castelli, pittore e incisore italiano († 1902)
- 1º gennaio - Giacomo Deliperi, politico e militare italiano
- 1º gennaio - Micaela Desmaisières y López Dicastillo y Olmeda, religiosa spagnola († 1865)
- 1º gennaio - Achille Guénée, entomologo francese († 1880)
- 2 gennaio - Friedrich Wilhelm Jähns, compositore, scrittore e musicologo tedesco († 1888)
- 2 gennaio - Raphael de Courten, militare svizzero († 1904)
- 3 gennaio - Adamo Alberti, attore teatrale italiano († 1885)
- 3 gennaio - Bogusław Fryderyk Radziwiłł, nobile e generale polacco († 1873)
- 4 gennaio - Louis Braille, inventore francese († 1852)
- 6 gennaio - Sven Lovén, biologo e zoologo svedese († 1895)
- 6 gennaio - Giovanni Pandiani, scultore italiano († 1879)
- 10 gennaio - Martin Fourichon, ammiraglio e politico francese († 1884)
- 11 gennaio - Cesare Mattei, politico e letterato italiano († 1896)
- 12 gennaio - Tommaso Aloisio Juvara, incisore italiano († 1875)
- 12 gennaio - Émile Loubon, pittore francese († 1863)
- 12 gennaio - Leopoldo O'Donnell, politico, generale e nobile spagnolo († 1867)
- 13 gennaio - Friedrich Ferdinand von Beust, politico austriaco († 1886)
- 13 gennaio - Giuseppe Patrizi, presbitero italiano († 1846)
- 14 gennaio - Bonifacio Wimmer, monaco cristiano e missionario tedesco († 1887)
- 15 gennaio - Louis Henri Armand Béhic, politico, avvocato e imprenditore francese († 1891)
- 15 gennaio - Pierre-Joseph Proudhon, filosofo, economista e sociologo francese († 1865)
- 17 gennaio - Eugène de Sartiges, diplomatico e scrittore francese († 1892)
- 19 gennaio - Edgar Allan Poe, scrittore, poeta e critico letterario statunitense († 1849)
- 20 gennaio - Sebastián Iradier, compositore spagnolo († 1865)
- 20 gennaio - Pietro Riva, avvocato e politico italiano († 1867)
- 21 gennaio - Sinjeong di Joseon, regina coreana († 1890)
- 22 gennaio - François Tamisier, militare e politico francese († 1880)
- 28 gennaio - Theodor Benfey, filologo e orientalista tedesco († 1881)
- 28 gennaio - Dionisio Cassitto, scrittore, meteorologo e politico italiano († 1858)
- 29 gennaio - Felice Bisazza, poeta e italianista italiano († 1867)

## Febbraio(34)
- 1º febbraio - Sophia Rawdon-Hastings, nobildonna scozzese († 1859)
- 2 febbraio - Francesco Prospero Antonini, storico, patriota e magistrato italiano († 1884)
- 2 febbraio - Pietro Doderlein, zoologo e geologo italiano († 1895)
- 2 febbraio - George Engelmann, botanico tedesco († 1884)
- 3 febbraio - Felix Mendelssohn, compositore, direttore d'orchestra e pianista tedesco († 1847)
- 6 febbraio - Karl Bodmer, pittore, fotografo e illustratore francese († 1893)
- 7 febbraio - Frederik Paludan-Müller, poeta danese († 1876)
- 8 febbraio - Faustino Malaspina, magistrato e politico italiano († 1882)
- 8 febbraio - Benedetto Musolino, patriota e politico italiano († 1885)
- 9 febbraio - Charles Dien, astronomo e cosmografo francese († 1870)
- 10 febbraio - Jacopo Cabianca, poeta e romanziere italiano († 1878)
- 10 febbraio - Orazio Di Negro, politico e ammiraglio italiano († 1872)
- 10 febbraio - Sigismund von Reischach, militare austriaco († 1878)
- 12 febbraio - Charles Darwin, biologo e naturalista britannico († 1882)
- 12 febbraio - Abraham Lincoln, politico, avvocato e militare statunitense († 1865)
- 13 febbraio - Alphonse Alkan, editore francese († 1889)
- 13 febbraio - Victor Mottez, pittore francese († 1897)
- 15 febbraio - André Dumont, geologo, mineralogista e paleontologo belga († 1857)
- 15 febbraio - Owen Jones, architetto, disegnatore e scrittore inglese († 1874)
- 18 febbraio - Francisque Michel, filologo francese († 1887)
- 18 febbraio - Antonio Spagni, patriota e esploratore italiano († 1876)
- 20 febbraio - James Grimston, II conte di Verulam, nobile e politico inglese († 1895)
- 20 febbraio - Pietro Racchetti, pittore italiano († 1853)
- 21 febbraio - Carl Ernst Bock, medico e anatomista tedesco († 1874)
- 21 febbraio - Teofil Kwiatkowski, pittore polacco († 1891)
- 22 febbraio - Edoardo Francesco del Liechtenstein, generale austriaco († 1864)
- 24 febbraio - Asa Fitch, entomologo statunitense († 1879)
- 24 febbraio - Edwin von Manteuffel, generale tedesco († 1885)
- 25 febbraio - George Washington Cullum, militare statunitense († 1892)
- 26 febbraio - Angelo Frondoni, compositore italiano († 1891)
- 27 febbraio - Giovanni Bianchetti, politico italiano († 1890)
- 27 febbraio - Camillo Brambilla, numismatico italiano († 1892)
- 27 febbraio - Giancarlo Cornay, missionario francese († 1837)
- 28 febbraio - Giuseppe Borselli, politico italiano († 1892)

## Marzo(39)
- 1º marzo - Jules Pierre Bernier De Maligny, generale francese († 1870)
- 1º marzo - Robert Cornelius, imprenditore e fotografo statunitense († 1893)
- 1º marzo - Cornelius Kingsland Garrison, politico statunitense († 1885)
- 2 marzo - Abel Douay, generale francese († 1870)
- 3 marzo - Paola Frassinetti, religiosa e santa italiana († 1882)
- 5 marzo - Giuseppe Carta, pittore e scultore italiano († 1889)
- 6 marzo - Alexandra Levinton Rosset, nobildonna russa († 1882)
- 7 marzo - Malbim, rabbino ucraino († 1879)
- 7 marzo - Ephraim Willard Burr, politico statunitense († 1894)
- 8 marzo - Jules Étienne Marie Forgeot, generale francese († 1877)
- 9 marzo - Ferdinand Heine, naturalista tedesco († 1894)
- 9 marzo - Louis Meijer, pittore olandese († 1866)
- 9 marzo - Bettino Ricasoli, nobile e politico italiano († 1880)
- 9 marzo - Francesco Salvolini, egittologo italiano († 1838)
- 11 marzo - Louis-Constantin Boisselot, artigiano francese († 1850)
- 11 marzo - Alessandro Carlotti, politico italiano († 1867)
- 11 marzo - Giovanni Tonoli, organaro italiano († 1889)
- 15 marzo - Johannes Fallati, statistico e economista tedesco († 1855)
- 15 marzo - Joseph Jenkins Roberts, politico statunitense († 1876)
- 15 marzo - Karl Josef von Hefele, vescovo cattolico tedesco († 1893)
- 18 marzo - Bartolomeo Cini, politico e imprenditore italiano († 1877)
- 19 marzo - Rodolfo d'Afflitto, politico italiano († 1872)
- 19 marzo - Fredrik Pacius, compositore e direttore d'orchestra tedesco († 1891)
- 20 marzo - Paolo Pallia, teologo, politico e patriota italiano († 1837)
- 21 marzo - Jules Favre, politico francese († 1880)
- 22 marzo - Albrecht von Bernstorff, politico prussiano († 1873)
- 22 marzo - Alessandro Gavazzi, predicatore e patriota italiano († 1889)
- 23 marzo - Hippolyte Flandrin, pittore francese († 1864)
- 23 marzo - Francesco Trissino, scrittore e letterato italiano († 1883)
- 24 marzo - Joseph Liouville, matematico francese († 1882)
- 24 marzo - Mariano José de Larra, scrittore e giornalista spagnolo († 1837)
- 25 marzo - Jules Baillarger, neurologo e psichiatra francese († 1890)
- 26 marzo - William Henry Bartlett, artista britannico († 1854)
- 26 marzo - Gaetano Benini, attore teatrale italiano († 1888)
- 27 marzo - Barone Haussmann, politico e urbanista francese († 1891)
- 27 marzo - Maria Theresia Löw, soprano e arpista tedesca († 1885)
- 28 marzo - George Richmond, pittore britannico († 1896)
- 29 marzo - Errico Alvino, architetto e urbanista italiano († 1876)
- 31 marzo - Edward FitzGerald, scrittore inglese († 1883)

## Aprile(27)
- 1º aprile - Nikolaj Vasil'evič Gogol', scrittore e drammaturgo russo († 1852)
- 2 aprile - Francesco Arborio Mella di Sant'Elia, generale italiano († 1869)
- 2 aprile - Gesualda Malenchini, patriota, educatrice e filantropa italiana († 1894)
- 2 aprile - Allen Thomson, anatomista scozzese († 1884)
- 4 aprile - Benjamin Peirce, matematico e astronomo statunitense († 1880)
- 5 aprile - Francesco Gaude, cardinale italiano († 1860)
- 5 aprile - Karl Felix Halm, filologo classico e bibliotecario tedesco († 1882)
- 5 aprile - George Selwyn, missionario e vescovo anglicano britannico († 1878)
- 6 aprile - Friedrich Johann Joseph Cölestin von Schwarzenberg, cardinale e arcivescovo cattolico austriaco († 1885)
- 7 aprile - Gaspard Auguste Brullé, entomologo francese († 1873)
- 7 aprile - James Glaisher, meteorologo, astronomo e scienziato inglese († 1903)
- 7 aprile - Luigi Malaspina, politico italiano († 1863)
- 10 aprile - Hermann von Alvensleben, generale prussiano († 1887)
- 13 aprile - Filippo Marignoli, politico, numismatico e banchiere italiano († 1898)
- 15 aprile - Ernst Deger, pittore tedesco († 1885)
- 15 aprile - Hermann Günther Grassmann, matematico e linguista tedesco († 1877)
- 18 aprile - Marie-Anne Sureau Blondin, religiosa canadese († 1890)
- 19 aprile - August Emil Braun, archeologo tedesco († 1856)
- 20 aprile - Luigi di Canossa, cardinale e vescovo cattolico italiano († 1900)
- 21 aprile - Robert Mercer Taliaferro Hunter, politico statunitense († 1887)
- 22 aprile - William King, geologo irlandese († 1886)
- 22 aprile - Eduard Arnold Martin, ginecologo tedesco († 1875)
- 23 aprile - Carlo d'Assia, principe († 1877)
- 23 aprile - Vladimir Petrovič Orlov-Davydov, politico e scrittore russo († 1882)
- 25 aprile - Gioacchino Valerio, medico e politico italiano († 1882)
- 29 aprile - Tito Vanzetti, chirurgo italiano († 1888)
- 30 aprile - Pietro Maggi, matematico e poeta italiano († 1854)

## Maggio(19)
- 2 maggio - Carlo Belgrado, patriarca cattolico e diplomatico italiano († 1866)
- 2 maggio - Léon Renier, storico, bibliotecario e epigrafista francese († 1885)
- 3 maggio - Floriano Pietrocola, pittore e miniatore italiano († 1899)
- 4 maggio - Ekaterina Nikolaevna Gončarova, nobile russa († 1843)
- 4 maggio - Gabriello Lancelotto Castelli di Torremuzza, imprenditore e politico italiano († 1894)
- 6 maggio - Juan Donoso Cortés, filosofo, politologo e diplomatico spagnolo († 1853)
- 6 maggio - Juan María Gutiérrez, poeta argentino († 1878)
- 7 maggio - Josef von Löschner, medico austriaco († 1889)
- 11 maggio - Emmanuel Ludwig Gruner, ingegnere e geologo svizzero († 1883)
- 13 maggio - Giuseppe Giusti, poeta e scrittore italiano († 1850)
- 13 maggio - Jean-Baptiste Philémon de Cuvillon, violinista e compositore francese († 1900)
- 16 maggio - Juan González de la Pezuela y Ceballos, nobile, politico e scrittore spagnolo († 1906)
- 18 maggio - Cristoforo Mazara, nobile e politico italiano († 1879)
- 22 maggio - Constantin A. Crețulescu, politico rumeno († 1884)
- 23 maggio - William Bent, imprenditore statunitense († 1869)
- 25 maggio - Francis Price Blackwood, ufficiale e esploratore britannico († 1854)
- 25 maggio - Vincenzo Maria Miglietti, politico italiano († 1864)
- 25 maggio - Johann Georg Nef, imprenditore e politico svizzero († 1887)
- 27 maggio - Anna Lapini, religiosa italiana († 1860)

## Giugno(28)
- 1º giugno - Camillo Mapei, presbitero e teologo italiano († 1853)
- 4 giugno - Carl David Bouché, botanico tedesco († 1881)
- 4 giugno - Stefano Roverizio, politico italiano († 1890)
- 5 giugno - Giorgio Asproni, politico italiano († 1876)
- 6 giugno - Heinrich Ludolf Ahrens, glottologo e filologo tedesco († 1881)
- 6 giugno - Karl Heinrich Koch, botanico tedesco († 1879)
- 6 giugno - Antonio Tripoti, funzionario e patriota italiano († 1872)
- 8 giugno - Guglielmo Massaia, cardinale e arcivescovo cattolico italiano († 1889)
- 8 giugno - Richard Wigginton Thompson, politico statunitense († 1900)
- 9 giugno - Felice Francolini, architetto e ingegnere italiano († 1896)
- 9 giugno - Ludvig Müller, numismatico e storico danese († 1891)
- 11 giugno - Juan Antonio Pezet, politico peruviano († 1879)
- 13 giugno - Heinrich Hoffmann, psichiatra e scrittore tedesco († 1894)
- 13 giugno - Cristoforo Negri, politico e scrittore italiano († 1896)
- 15 giugno - François-Xavier Garneau, storico, poeta e notaio canadese († 1866)
- 15 giugno - Andon Bedros IX Hassoun, cardinale e patriarca cattolico armeno († 1884)
- 16 giugno - Ange Auguste Martimprey, generale francese († 1875)
- 18 giugno - Filippo Bonacci, magistrato e politico italiano († 1872)
- 18 giugno - Giuseppe Cataldi, banchiere e politico italiano († 1876)
- 18 giugno - Ludwig von der Tann, generale tedesco († 1881)
- 19 giugno - Emmanuele Melisurgo, ingegnere italiano († 1867)
- 21 giugno - Santiago Derqui, politico argentino († 1867)
- 21 giugno - Wilhelm Wolff, sociologo tedesco († 1864)
- 26 giugno - Joseph-Pierre Pétrequin, medico francese († 1876)
- 26 giugno - Charles de Viry, politico francese († 1888)
- 27 giugno - Domenico Sanguigni, cardinale e arcivescovo cattolico italiano († 1882)
- 29 giugno - Étienne Vacherot, filosofo e politico francese († 1897)
- 30 giugno - Petrus Borel, scrittore, letterato e poeta francese († 1859)

## Luglio(27)
- 1º luglio - Constantin Héger, insegnante belga († 1896)
- 1º luglio - William Russell, VIII duca di Bedford, politico inglese († 1872)
- 1º luglio - Antonio Tari, filosofo, scrittore e critico musicale italiano († 1884)
- 2 luglio - Giovanni Albinola, patriota italiano († 1883)
- 9 luglio - Damiano Assanti, patriota, politico e prefetto italiano († 1894)
- 9 luglio - Francesco Carbonieri, avvocato, patriota e politico italiano († 1866)
- 9 luglio - Svend Foyn, filantropo norvegese († 1894)
- 9 luglio - Friedrich Gustav Jakob Henle, anatomista, patologo e zoologo tedesco († 1885)
- 10 luglio - Nicola Alianelli, magistrato, politico e giurista italiano († 1886)
- 10 luglio - Giuseppe Cencetti, commediografo e librettista italiano († 1875)
- 10 luglio - Friedrich August von Quenstedt, geologo e paleontologo tedesco († 1889)
- 11 luglio - Francesco Rizzoli, medico, chirurgo e politico italiano († 1880)
- 12 luglio - Vincenzo Morani, pittore italiano († 1870)
- 14 luglio - Louis-Antoine Ormières, presbitero francese († 1890)
- 15 luglio - Vasilij Stepanovič Zavojko, militare russo († 1898)
- 16 luglio - Francesco Predari, storico, enciclopedista e bibliotecario italiano († 1870)
- 17 luglio - Hermann Plüddemann, pittore e illustratore tedesco († 1868)
- 18 luglio - Augustin de Backer, bibliografo belga († 1873)
- 21 luglio - Carlo Baudi di Vesme, giurista, letterato e politico italiano († 1877)
- 23 luglio - Vincenzo Sylos Labini, politico italiano († 1880)
- 25 luglio - Gioacchino Colonna di Stigliano, IV principe di Stigliano, nobile italiano († 1900)
- 27 luglio - François Certain de Canrobert, generale e senatore francese († 1895)
- 29 luglio - Charles Auger, generale francese († 1859)
- 31 luglio - Giovanni Giuseppe Bianconi, zoologo, botanico e geologo italiano († 1878)
- 31 luglio - Giovanni Battista Oytana, politico italiano († 1883)
- 31 luglio - Thomas Story Kirkbride, medico statunitense († 1883)
- 31 luglio - Francis Walker, entomologo inglese († 1874)

## Agosto(31)
- 1º agosto - Giovanni Battista Candotti, compositore, organista e presbitero italiano († 1876)
- 1º agosto - Pietro De Angelis, politico italiano († 1881)
- 1º agosto - Elisha Foote, giudice, inventore e matematico statunitense († 1883)
- 3 agosto - Joseph Lambert, generale russo († 1879)
- 5 agosto - Louis Hector François Allemand, pittore francese († 1886)
- 6 agosto - Alfred Tennyson, poeta inglese († 1892)
- 7 agosto - Lorenzo Nelli, magistrato, giurista e politico italiano († 1878)
- 8 agosto - Ljudevit Gaj, politico, linguista e scrittore croato († 1872)
- 9 agosto - Pietro Gagliardi, pittore e architetto italiano († 1890)
- 9 agosto - William Barret Travis, militare e avvocato statunitense († 1836)
- 10 agosto - John Kirk Townsend, ornitologo e naturalista statunitense († 1851)
- 11 agosto - Johannes von Nepomuk Franz Xaver Gistel, naturalista e entomologo tedesco († 1873)
- 13 agosto - William Penny Brookes, medico e botanico britannico († 1895)
- 15 agosto - Giacinto Avenati, generale italiano († 1876)
- 15 agosto - Amalia Bettini, attrice teatrale italiana († 1894)
- 15 agosto - Eugène Flandin, orientalista, pittore e archeologo francese († 1889)
- 16 agosto - Augustus Leopold Kuper, ammiraglio britannico († 1885)
- 18 agosto - William Craven, II conte di Craven, nobile inglese († 1866)
- 21 agosto - Francesco Schira, compositore e direttore d'orchestra italiano († 1883)
- 22 agosto - Henry Damian Juncker, vescovo cattolico francese († 1868)
- 22 agosto - George Wilkins Kendall, scrittore e giornalista statunitense († 1867)
- 22 agosto - Hugh Alexander Kennedy, scacchista britannico († 1878)
- 23 agosto - Nikolaj Nikolaevič Murav'ëv-Amurskij, militare e diplomatico russo († 1881)
- 26 agosto - Constantin von Alvensleben, generale prussiano († 1892)
- 26 agosto - Pierre Marie Arthur Morelet, zoologo francese († 1892)
- 27 agosto - Hannibal Hamlin, politico statunitense († 1891)
- 28 agosto - Giovanni Maria Benzoni, scultore italiano († 1873)
- 29 agosto - Oliver Wendell Holmes, medico, insegnante e scrittore statunitense († 1894)
- 29 agosto - Antonio Somma, drammaturgo, librettista e poeta italiano († 1864)
- 31 agosto - Alphonse Guichenot, zoologo, erpetologo e ittiologo francese († 1876)
- 31 agosto - Oswald Heer, naturalista, entomologo e geologo svizzero († 1883)

## Settembre(21)
- 3 settembre - Bartholomäus Lämmler, pittore svizzero († 1865)
- 3 settembre - Emilio Maffei, presbitero, poeta e patriota italiano († 1881)
- 4 settembre - Carlo Maria Curci, gesuita e teologo italiano († 1891)
- 4 settembre - Luigi Federico Menabrea, nobile, ingegnere e generale italiano († 1896)
- 4 settembre - Juliusz Słowacki, poeta polacco († 1849)
- 6 settembre - Bruno Bauer, filosofo e teologo tedesco († 1882)
- 8 settembre - Giacomo Filippo Gentile, vescovo cattolico italiano († 1875)
- 9 settembre - Jenny d'Héricourt, scrittrice e giornalista francese († 1875)
- 10 settembre - Thomas Campbell Eyton, naturalista inglese († 1880)
- 12 settembre - Lodovico Daziani, politico italiano († 1864)
- 12 settembre - Romolo Liverani, pittore e scenografo italiano († 1872)
- 13 settembre - Jules Miot, politico francese († 1883)
- 15 settembre - Adolphe Delessert, esploratore e naturalista francese († 1869)
- 15 settembre - Ludwig Preller, filologo classico e storico tedesco († 1861)
- 16 settembre - Luigi Maria de Marinis, arcivescovo cattolico italiano († 1877)
- 17 settembre - Raphael Semmes, ammiraglio statunitense († 1877)
- 20 settembre - Nestor Vasil'evič Kukol'nik, scrittore e drammaturgo russo († 1868)
- 20 settembre - Sterling Price, avvocato, politico e generale statunitense († 1867)
- 24 settembre - Robert Kane, chimico irlandese († 1890)
- 25 settembre - Ödön Zichy, nobile ungherese († 1848)
- 29 settembre - Miguel García Granados Zavala, politico guatemalteco († 1878)

## Ottobre(29)
- 2 ottobre - Louis Charles Delescluze, politico, avvocato e giornalista francese († 1871)
- 4 ottobre - Alberto di Prussia, principe e generale prussiano († 1872)
- 4 ottobre - Giocondo Viglioli, pittore italiano († 1895)
- 5 ottobre - Emmanuele Borgatta, pianista e compositore italiano († 1883)
- 7 ottobre - Johann Heinrich Blasius, zoologo tedesco († 1870)
- 7 ottobre - Gaspare Fossati, architetto svizzero († 1883)
- 7 ottobre - Carl Tomaselli il Vecchio, imprenditore austro-ungarico († 1887)
- 7 ottobre - Elijah Williams, scacchista britannico († 1854)
- 8 ottobre - Davide Caminati, militare italiano († 1859)
- 9 ottobre - Antoine-Augustin Préault, scultore francese († 1879)
- 11 ottobre - Modeste Demers, missionario e vescovo cattolico canadese († 1871)
- 11 ottobre - Romualdo Trigona, principe di Sant'Elia, nobile e politico italiano († 1877)
- 11 ottobre - Philippe Joseph Viard, missionario e vescovo cattolico francese († 1872)
- 12 ottobre - John Liptrot Hatton, compositore, direttore d'orchestra e pianista inglese († 1886)
- 15 ottobre - Friedrich Adolf Philippi, ebraista e teologo tedesco († 1882)
- 16 ottobre - Ippolito Caffi, pittore italiano († 1866)
- 20 ottobre - Joseph Marzell Hoffmann, avvocato e politico svizzero († 1888)
- 22 ottobre - August Carl Joseph Corda, botanico ceco († 1849)
- 22 ottobre - Barthélémy Louis Joseph Lebrun, militare francese († 1889)
- 22 ottobre - Antonio Lubin, letterato italiano († 1900)
- 22 ottobre - Federico Ricci, compositore italiano († 1877)
- 23 ottobre - August Howaldt, ingegnere tedesco († 1883)
- 23 ottobre - Francesco Saluto, magistrato e giurista italiano († 1892)
- 23 ottobre - Pietro Thouar, scrittore italiano († 1861)
- 24 ottobre - Gabriello Carnazza Puglisi, giurista, patriota e politico italiano († 1880)
- 27 ottobre - Pietro Donders, missionario olandese († 1887)
- 27 ottobre - Jakob Isler, politico e imprenditore svizzero († 1862)
- 30 ottobre - Vinzenz Gasser, vescovo cattolico e teologo austriaco († 1879)
- 31 ottobre - Maria Repetto, religiosa italiana († 1890)

## Novembre(26)
- 2 novembre - Georg Beseler, giurista e politico prussiano († 1888)
- 2 novembre - Zinaida Ivanovna Naryškina, nobildonna russa († 1893)
- 4 novembre - Manuel Montt, giurista e politico cileno († 1880)
- 5 novembre - Giovanni Chelli, presbitero e bibliotecario italiano († 1869)
- 5 novembre - Edmond Le Bœuf, generale francese († 1888)
- 6 novembre - Rudolf Kohlrausch, fisico tedesco († 1858)
- 9 novembre - Giovanni Battista Cuneo, giornalista, politico e patriota italiano († 1875)
- 9 novembre - Enrico Serpieri, patriota, politico e imprenditore italiano († 1872)
- 11 novembre - Francesco Anzani, patriota e militare italiano († 1848)
- 11 novembre - Eugenio Del Giudice, nobile e politico italiano († 1876)
- 11 novembre - Pietro Paolo Parzanese, presbitero, poeta e traduttore italiano († 1852)
- 12 novembre - Ignazio Ribotti, militare e patriota italiano († 1864)
- 14 novembre - Sergej Alekseevič Dolgorukov, politico e diplomatico russo († 1891)
- 15 novembre - Carlo Brunet, politico italiano († 1893)
- 16 novembre - Leopoldine Blahetka, pianista e compositrice austriaca († 1885)
- 17 novembre - Elizabeth Eastlake, scrittrice e critica d'arte britannica († 1893)
- 17 novembre - Moritz Lotze, fotografo tedesco († 1890)
- 18 novembre - Manuel Blanco Romasanta, criminale spagnolo († 1863)
- 18 novembre - Giuseppe Regaldi, poeta e scrittore italiano († 1883)
- 21 novembre - Francesco Bubani, avvocato e politico italiano († 1874)
- 21 novembre - Filippo Cammarota, arcivescovo cattolico italiano († 1876)
- 25 novembre - Adolph Edward Borie, politico statunitense († 1880)
- 26 novembre - Wilhelm Ferdinand Erichson, entomologo tedesco († 1848)
- 27 novembre - Fanny Kemble, attrice teatrale e scrittrice inglese († 1893)
- 28 novembre - Cesare Rosaroll, militare e patriota italiano († 1849)
- 30 novembre - Mark Lemon, giornalista, commediografo e scrittore inglese († 1870)

## Dicembre(17)
- 3 dicembre - Samuel Adler, rabbino tedesco († 1891)
- 3 dicembre - Enrico Pirajno, nobile e politico italiano († 1864)
- 8 dicembre - James Burke, pugile britannico († 1845)
- 8 dicembre - Carlo Cadorna, politico italiano († 1891)
- 9 dicembre - Stephanie Dominikovna Radziwill, nobildonna polacca († 1832)
- 13 dicembre - Carlo Maria L'Occaso, storico, poeta e patriota italiano († 1854)
- 14 dicembre - Josef Leonhard Bernold, imprenditore, giudice e politico svizzero († 1872)
- 14 dicembre - Gobbo Saragiolo, fantino italiano († 1865)
- 16 dicembre - Pieter Philip van Bosse, politico olandese († 1879)
- 17 dicembre - Wolfgang Sartorius von Waltershausen, geologo e astronomo tedesco († 1876)
- 24 dicembre - Kit Carson, esploratore e militare statunitense († 1868)
- 24 dicembre - Carlo Raimondi, incisore e pittore italiano († 1883)
- 26 dicembre - William Nelson Pendleton, generale statunitense († 1883)
- 29 dicembre - William Ewart Gladstone, politico britannico († 1898)
- 29 dicembre - Antonio Musch, compositore, organista e presbitero austriaco († 1888)
- 29 dicembre - Albert Pike, generale, avvocato e scrittore statunitense († 1891)
- 31 dicembre - Clément Thomas, generale francese († 1871)

## Senza giorno specificato(47)
- Ulysses von Albertini, militare austriaco († 1886)
- Rutherford Alcock, diplomatico britannico († 1897)
- Johann Philipp Becker, rivoluzionario tedesco († 1886)
- Nikolaus Becker, poeta tedesco († 1845)
- Giorgio Bellono, magistrato e politico italiano († 1854)
- Luigi Bosi, medico italiano († 1883)
- John Hill Burton, storico scozzese († 1881)
- Theodore Edward Cantor, medico, zoologo e botanico danese († 1860)
- Antonio Catara Lettieri, filosofo italiano († 1884)
- Karl Friedrich Heinrich Credner, geologo tedesco († 1876)
- Samuel Ajayi Crowther, missionario, vescovo anglicano e linguista nigeriano († 1891)
- Cayetano Descalzi, pittore italiano († 1866)
- Emilio Donnini, pittore italiano († 1886)
- Benedetto Fabre, politico italiano († 1877)
- James David Forbes, geologo scozzese († 1868)
- Xavier Forneret, scrittore, poeta e drammaturgo francese († 1884)
- George Gliddon, egittologo inglese († 1857)
- Ștefan Golescu, politico rumeno († 1874)
- Antoni Gómez i Cros, pittore, litografo e illustratore spagnolo († 1863)
- Vladimir Istomin, ammiraglio russo († 1855)
- Aleksej Vasil'evič Kol'cov, poeta russo († 1842)
- Panos Koronaios, generale e politico greco († 1899)
- Christian Friedrich Lessing, botanico tedesco († 1862)
- William Lobb, botanico britannico († 1864)
- James MacCullagh, matematico irlandese († 1847)
- Jules Germain François Maisonneuve, medico francese († 1894)
- Simone Manca di Mores, pittore e politico italiano († 1900)
- Mangkunegara IV, sovrano indonesiano († 1881)
- Sōkon Matsumura, giapponese († 1899)
- Sesto Matteucci, politico italiano († 1851)
- Giovanni Napoleone Monti, politico italiano († 1869)
- Joseph Nash, pittore britannico († 1878)
- Giovanni Pagliarini, pittore italiano († 1878)
- Didaco Pellegrini, politico italiano († 1870)
- Achille Pinelli, pittore italiano († 1841)
- Antonio Pio, pittore italiano († 1871)
- Giuseppe Pozzo, politico italiano († 1884)
- Loïsa Puget, compositrice francese († 1889)
- Edmondo Roberti di Castelvero, politico italiano († 1888)
- Carlo Sada di Bellagio, architetto italiano († 1873)
- Hermann Sauppe, filologo classico tedesco († 1893)
- Robert Cumming Schenck, politico statunitense († 1890)
- Thomas Talbot Bury, architetto, litografo e incisore inglese († 1877)
- Bartolomeo Veratti, giurista, giornalista e filologo italiano († 1889)
- Mariano de la Paz Graëlls y de la Aguera, entomologo spagnolo († 1898)
- Carlos María de la Torre, militare e politico spagnolo († 1879)
- Ntshingwayo kaMahole Khozab († 1883)